# Die Caine-Meuterei vor Gericht
Die Caine-Meuterei vor Gericht ist ein Gerichtsfilm von William Friedkin. Dieser basiert auf dem Roman The Caine Mutiny Court Martial von Herman Wouk. In dem Kriegsdrama muss sich ein Marineoffizier vor Gericht für eine Meuterei verantworten, nachdem er das Kommando von dem Kapitän des titelgebenden Minensuchschiffs Caine übernommen hat. Die Premiere des Films erfolgte Anfang September 2023 bei den Internationalen Filmfestspielen in Venedig. Anfang Oktober 2023 wurde er in den USA in das Programm von Paramount+ aufgenommen.

## Handlung
Der Marineoffizier Lieutenant Stephen Maryk steht vor einem Militärgericht der US Navy. Er ist wegen Meuterei angeklagt. Im Dezember 2022 hat er mitten in einem Sturm seinem Kapitän Lieutenant Commander Phillip Queeg das Kommando über das Minensuchschiff Caine entzogen, weil er bei seinem Vorgesetzten Anzeichen geistiger Instabilität bemerkte. Maryk wird von dem Marineanwalt Lieutenant Barney Greenwald vertreten.

## Produktion

### Literarische Vorlage
Der Film basiert auf dem Theaterstück The Caine Mutiny Court Martial von Herman Wouk, das 1982 unter dem Titel Die Caine war ihr Schicksal. Ein Stück in zwei Akten veröffentlicht wurde. Auch Wouks spätere Werke spielten oft vor dem Hintergrund des Zweiten Weltkrieges. Er starb im Mai 2019 im Alter von 103 Jahren.

### Filmstab und Besetzung
Regie bei der Verfilmung führte William Friedkin. Er schrieb auch das auf Wouks Theaterstück basierende Drehbuch. Es handelt sich bei Die Caine-Meuterei vor Gericht um den letzten Film des im August 2023 verstorbenen Der-Exorzist- und French-Connection-Machers. Aus versicherungstechnischen Gründen stand Guillermo del Toro während der Dreharbeiten Anfang 2023 als Ersatzregisseur für den hochbetagten Friedkin zur Verfügung, falls dieser die Dreharbeiten nicht hätte fortsetzen können.

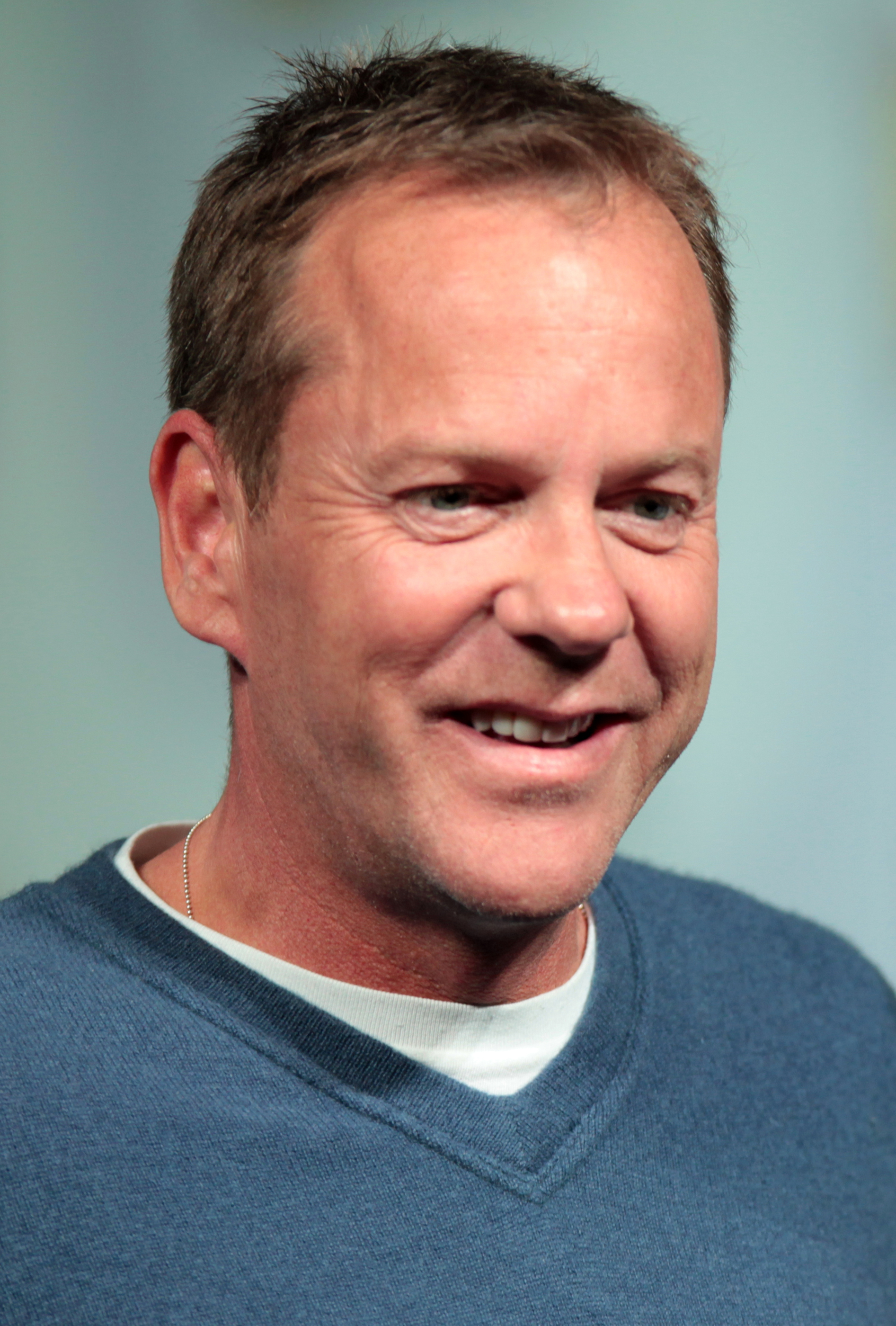
Kiefer Sutherland spielt Lieutenant Commander Phillip Queeg

Kiefer Sutherland spielt Lieutenant Commander Phillip Queeg, den Kapitän der Caine. Jake Lacy spielt Lieutenant Stephen Maryk, Jason Clarke dessen Anwalt Lieutenant Barney Greenwald, Monica Raymund Commander Katherine Challe und Lance Reddick den Richter/Gerichtspräsidenten Captain Luther Blakely. Reddick starb im März 2023. Ihm ist der Film gewidmet.

### Marketing und Veröffentlichung
Die Weltpremiere fand am 3. September 2023 bei den Internationalen Filmfestspielen in Venedig statt. Zu dieser Zeit wurde auch der erste Trailer vorgestellt. Am 6. Oktober 2023 wurde der Film in den USA in das Programm von Paramount+ aufgenommen.

## Rezeption

### Kritiken
Von den bei Rotten Tomatoes aufgeführten Kritiken sind 94 Prozent positiv bei einer durchschnittlichen Bewertung mit 7,3 von 10 möglichen Punkten. Bei Metacritic erhielt der Film einen Metascore von 71 von 100 möglichen Punkten.

### Auszeichnungen
Critics’ Choice Television Awards 2024
- Nominierung als Bester Fernsehfilm
- Nominierung als Bester Hauptdarsteller in einem Fernsehfilm oder einer Miniserie (Kiefer Sutherland)

## Synchronisation
Die deutsche Synchronisation entstand nach einem Dialogbuch von Paul Kaiser und der Dialogregie von Roman Wessel im Auftrag der Interopa Film GmbH in Berlin.
| Darsteller        | Synchronsprecher  | Rolle                      |
| ----------------- | ----------------- | -------------------------- |
| Jason Clarke      | Tobias Kluckert   | Lt. Barney Greenwald       |
| Kiefer Sutherland | Tobias Meister    | Lt. Cmdr. Phillip F. Queeg |
| Lance Reddick     | Oliver Stritzel   | Cpt. Luther Blakely        |
| Monica Raymund    | Anne Helm         | Cmdr. Katherine Challee    |
| Elizabeth Anweis  | Dina Kürten       | Cpt. Joan Lundeen          |
| Francois Battiste | Johann Fohl       | Cpt. Randolph Southard     |
| Jake Lacy         | Roman Wolko       | Lt. Steve Maryk            |
| Lewis Pullman     | Fabian Oscar Wien | Lt. Thomas Keefer          |